# Gammaroidea

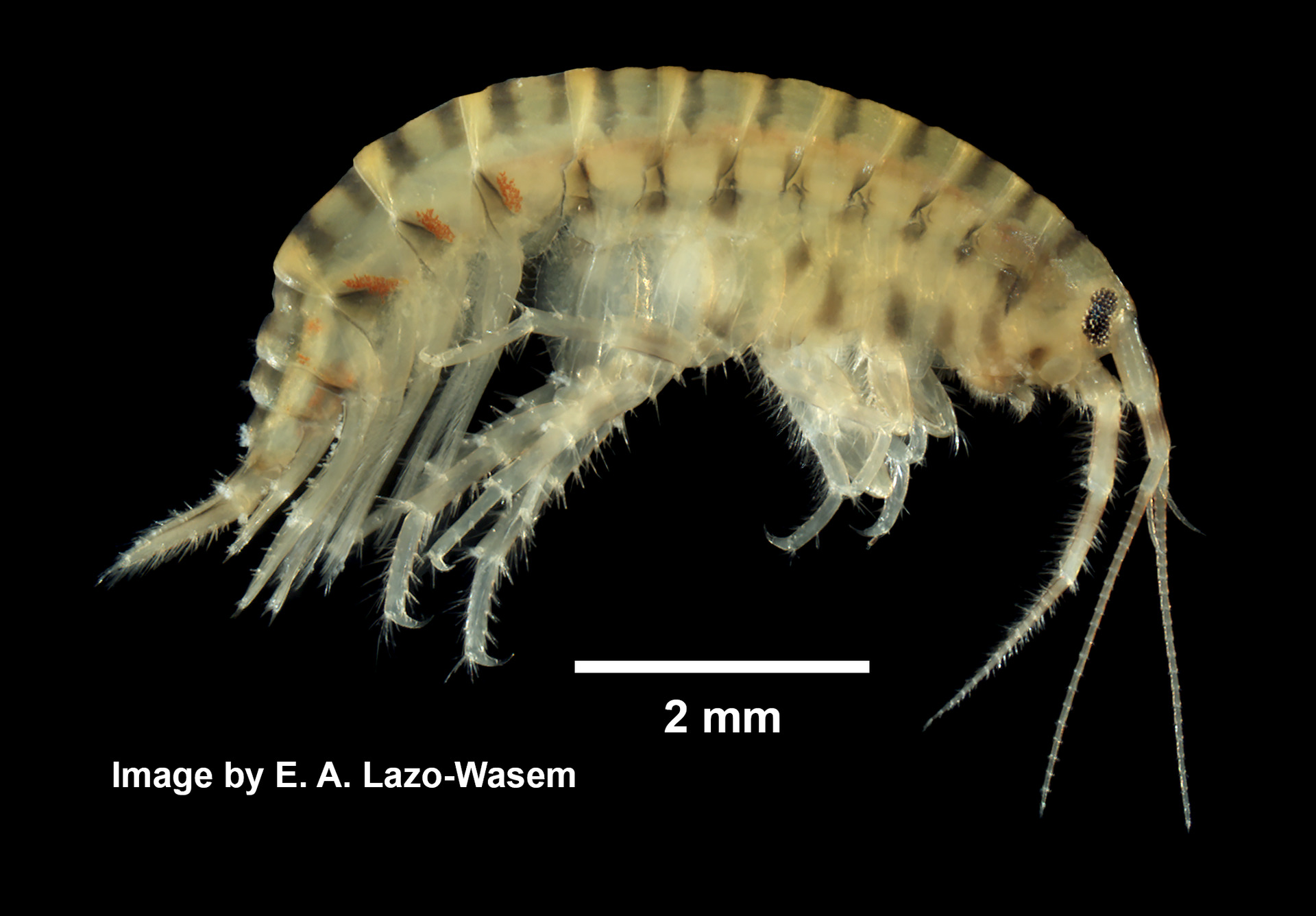
Gammarus fasciatus

Gammarus pulex

Gammaroidea (лат.) — надсемейство ракообразных из отряда бокоплавов.
Крупнейшая космополитная группа амфипод, включающая около 4000 видов.

## Описание
Отличается следующими признаками: коксальные жабры не имеют стебельков. Стернальные жабры отсутствуют. Уропод 3 эндопода хорошо развит, короче экзопода.

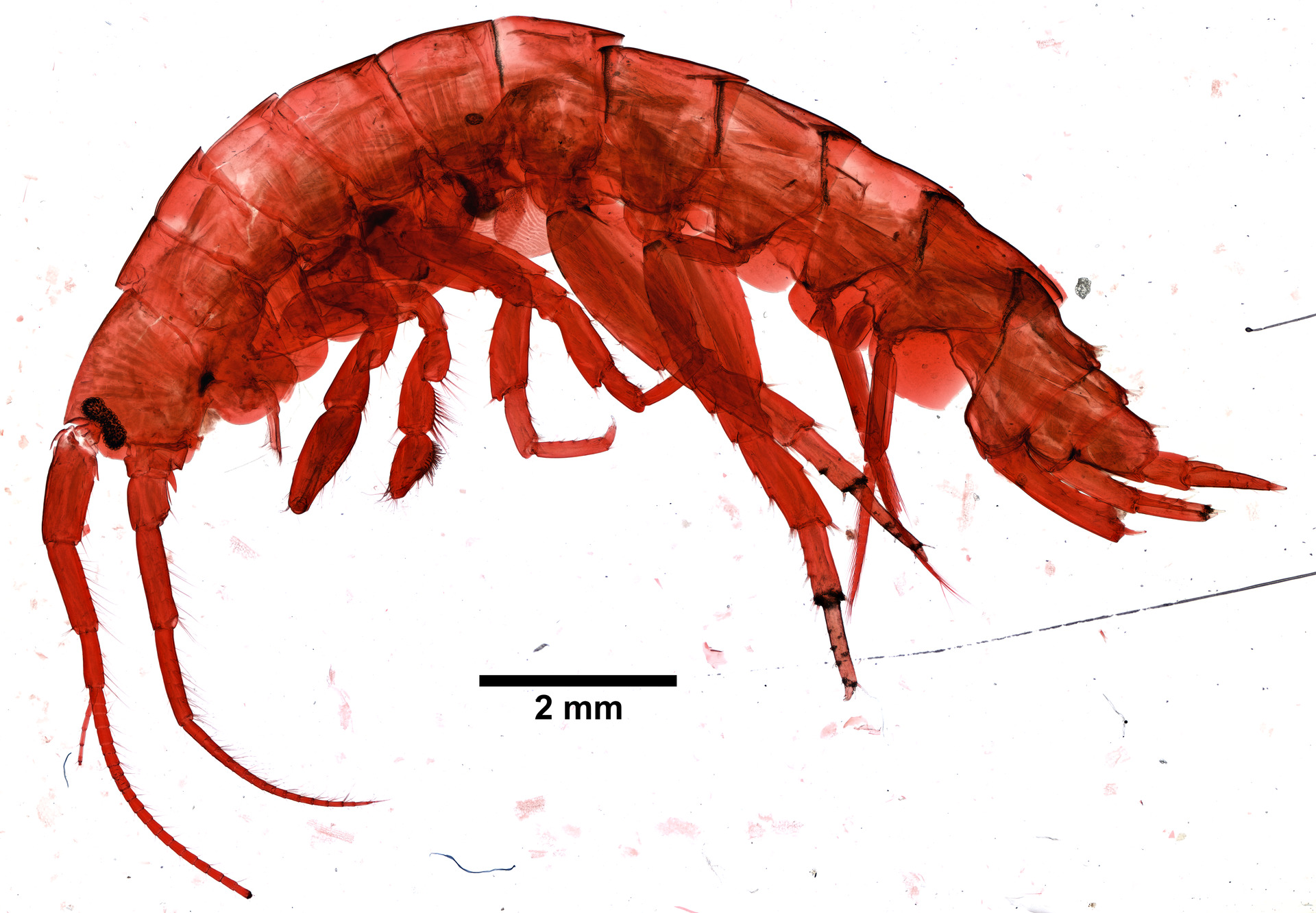
Marinogammarus obtusatus
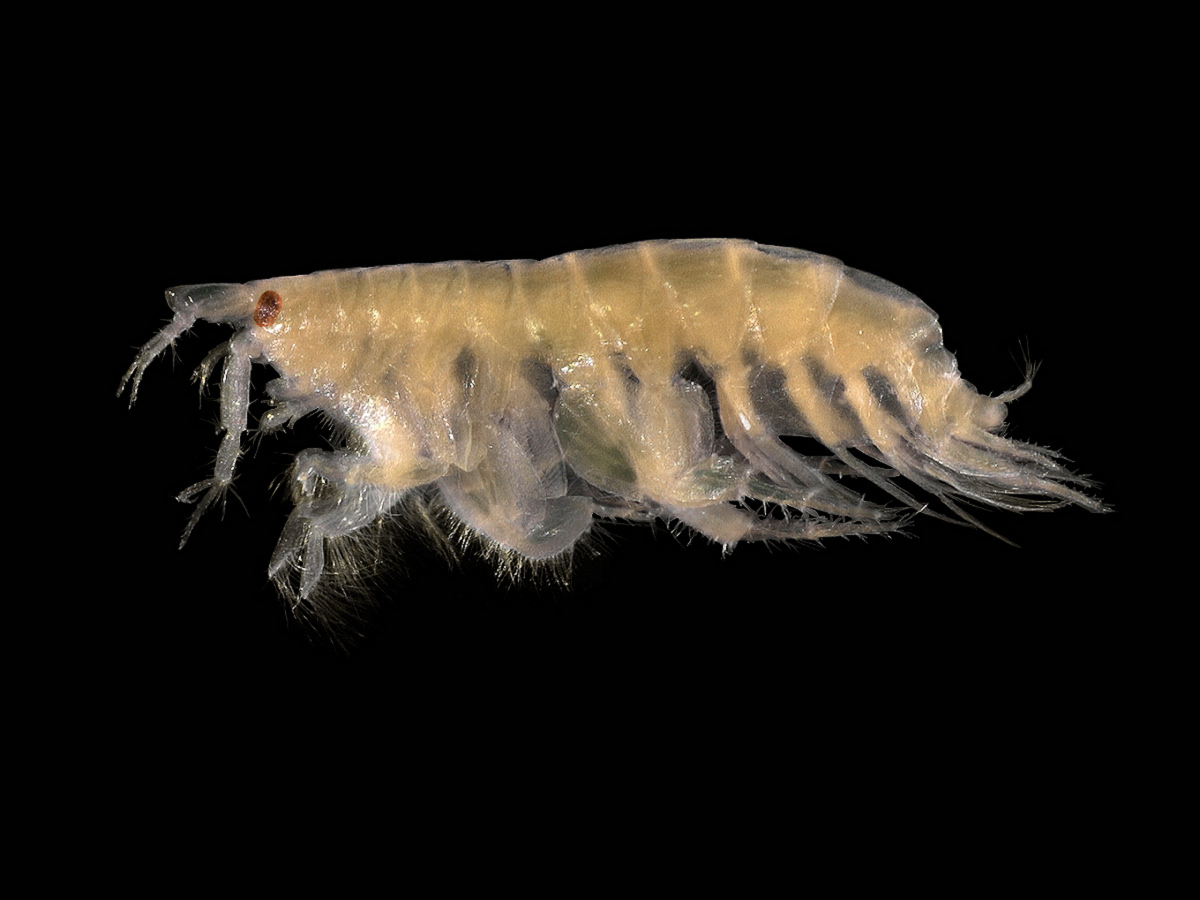
Bathyporeia pelagica

## Классификация
Крупнейшее надсемейство бокоплавов. Включает около 30 семейств и около 4000 видов. Ранее входило в состав подотряда Gammaridea. Однако эта группа считается парафилетической и в настоящее время подвергается реклассификации таксономистами. В 2003 году они перевели несколько семейств из Gammaridea в новый подотряд Corophiidea. В 2013 году был создан ещё один крупный подотряд Senticaudata, который теперь включает большую часть исходного Gammaridea, особенно его пресноводные семейства, и в который также был объединен Corophiidea. Оставшаяся часть старого таксономического объёма Gammaridea включает 85 семейств и около 4 тысяч видов и была включена в другие группы, в основном в подотряд Amphilochidea. Семейство Gammaridae (с крупнейшим — до 600 видов — родом Гаммарусы) в новой системе не классифицируется как Gammaridea, а включено в Senticaudata, так как надсемейство Gammaroidea с 2013 года выделяют в монотипический парвотряд Gammaridira, который вместе с парвотрядом Crangonyctidira образует инфраотряд Gammarida в составе подотряда Senticaudata.
- инфраотряд Gammarida Latreille, 1802
  - парвотряд Gammaridira Latreille, 1802
    - надсемейство Gammaroidea Latreille, 1802 (Bousfield, 1977)
      - Acanthogammaridae Garjajeff, 1901
      - Anisogammaridae Bousfield, 1977
      - Baikalogammaridae Kamaltynov, 2002
      - Bathyporeiidae d’Udekem d’Acoz, 2011
      - Behningiellidae Kamaltynov, 2002
      - Carinogammaridae Tachteew, 2001 sensu Kamaltynov, 2010
      - Crypturopodidae Kamaltynov, 2002
      - Eulimnogammaridae Kamaltynov, 1999
      - Falklandellidae Lowry & Myers, 2012
      - Gammaracanthidae Bousfield, 1989
      - Gammarellidae Bousfield, 1977
      - Gammaridae Latreille, 18021
      - Iphigenellidae Kamaltynov, 2002
      - Luciobliviidae Tomikawa, 2007
      - Macrohectopidae Sowinsky, 1915
      - Mesogammaridae Bousfield, 1977
      - Micruropodidae Kamaltynov, 1999
      - Ommatogammaridae Kamaltynov, 2010
      - Pachyschesidae Kamaltynov, 1999
      - Pallaseidae Tachteew, 2001
      - Paraleptamphopidae Bousfield, 1983
      - Phreatogammaridae Bousfield, 1982
      - Pontogammaridae Bousfield, 1977
      - Sensonatoridae Lowry & Myers, 2012
      - Typhlogammaridae Bousfield, 1978
      - Zaramillidae Lowry & Myers, 2016